# Julien Gaspar-Oliveri

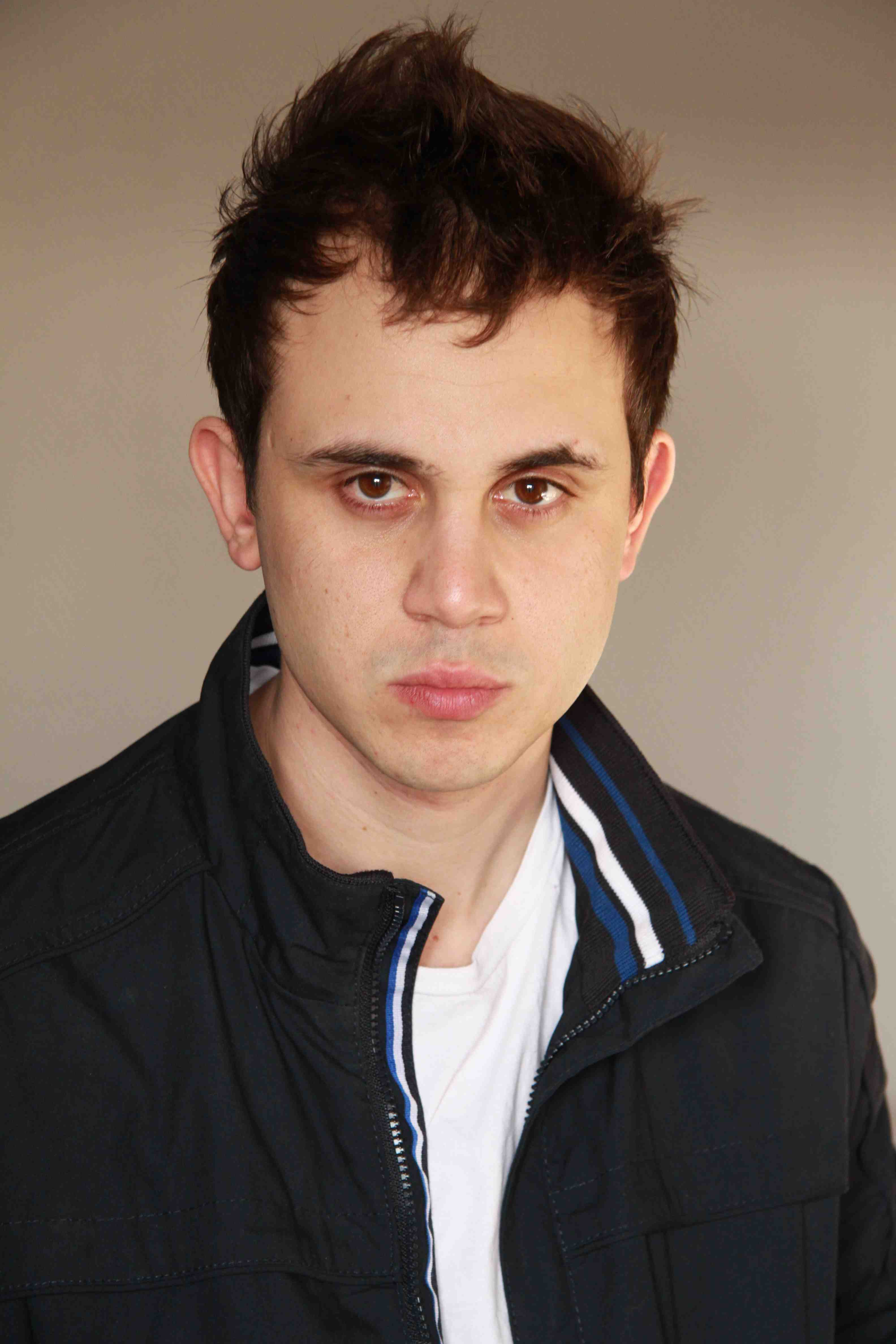
Julien Gaspar-Oliveri 2012

Julien Gaspar-Oliveri, als Schauspieler auch Julien Oliveri bzw. Julien Gaspar, (* 10. September 1985 in Cannes) ist ein französischer Film- und Theaterschauspieler sowie Regisseur.

## Leben
Gaspar-Oliveri erlangte zunächst als Schauspieler Bekanntheit, so war er von 2007 bis 2009 unter dem Namen Julien Oliveri in über 150 Folgen der Seifenoper Plus belle la vie in der Rolle des Maxime Robin zu sehen. Er stieg in der Serie aus und begann 2008 ein Schauspielstudium am Pariser Conservatoire national supérieur d’art dramatique, das er 2011 beendete. Er arbeitete parallel als Schauspieler am Theater und in Film- und Fernsehproduktionen, war jedoch auch als Regisseur am Theater tätig. Während des Studiums inszenierte Gaspar-Oliveri unter anderem 2011 Anton Tschechovs Die drei Schwestern. Ab 2011 war er assoziierter Künstler am Théâtre Antibéa in Antibes, wo er mehrere Stücke von Jean-Luc Lagarce inszenierte, darunter 2012 die Stücke J’étais dans ma maison und J’attendais que la pluie vienne sowie 2014 und 2015 das Stück Juste la fin du monde, das seither regelmäßig im Spielplan des Theaters vertreten ist.
Im Jahr 2013 veröffentlichte Gaspar-Oliveri mit Passe seinen ersten professionellen Kurzfilm als Regisseur, nachdem er den 2011 veröffentlichten Kurzfilm Loin de Benjamin selbst produziert hatte. Der Mittellangfilm Villeperdue, der 2016 erschien und in dem Carole Franck eine Hauptrolle übernahm, wurde mithilfe von Crowdfunding finanziert. Für den 2020 erschienenen Kurzfilm Im zarten Alter erhielt Gaspar-Oliveri 2022 eine César-Nominierung für den Besten Kurzfilm.

## Filmografie

### Als Schauspieler (Auswahl)
- 2006: St. Tropez (TV-Serie, eine Folge)
- 2007–2009: Plus belle la vie (TV-Serie, 164 Folgen)
- 2014–2015: Dein Wille geschehe (Ainsi soient-ils) (TV-Serie, 5 Folgen)
- 2015: Cortège (TV)
- 2017: Dolphin Moves
- 2020: Draußen wird es dunkel (Extérieur crépuscule) (Kurzfilm)
- 2020: Avis de tempête (TV)
- 2021: Die französischen Jungs (The French Boys)

### Als Regisseur
- 2011: Loin de Benjamin (Kurzfilm)
- 2013: Passe (Kurzfilm)
- 2016: Villeperdue (Mittellangfilm)
- 2017: Tomber du camion (Kurzfilm)
- 2019: Le rêve de Mila
- 2020: Im zarten Alter (L’âge tendre) (Kurzfilm)
- 2022: Marianne (Kurzfilm)

## Auszeichnungen
- 2020: Nominierung Grand Prix im nationalen Wettbewerb, Festival du Court-Métrage de Clermont-Ferrand, für Im zarten Alter
- 2022: César-Nominierung, Bester Kurzfilm, für Im zarten Alter